# Kamil Grabara
Kamil Mieczysław Grabara (sinh ngày 8 tháng 1 năm 1999) là một cầu thủ bóng đá chuyên nghiệp người Ba Lan thi đấu ở vị trí thủ môn cho câu lạc bộ VfL Wolfsburg tại Giải bóng đá vô địch quốc gia Đức và đội tuyển quốc gia Ba Lan.